# Kabosy

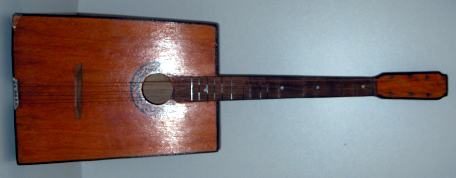
Kabosy

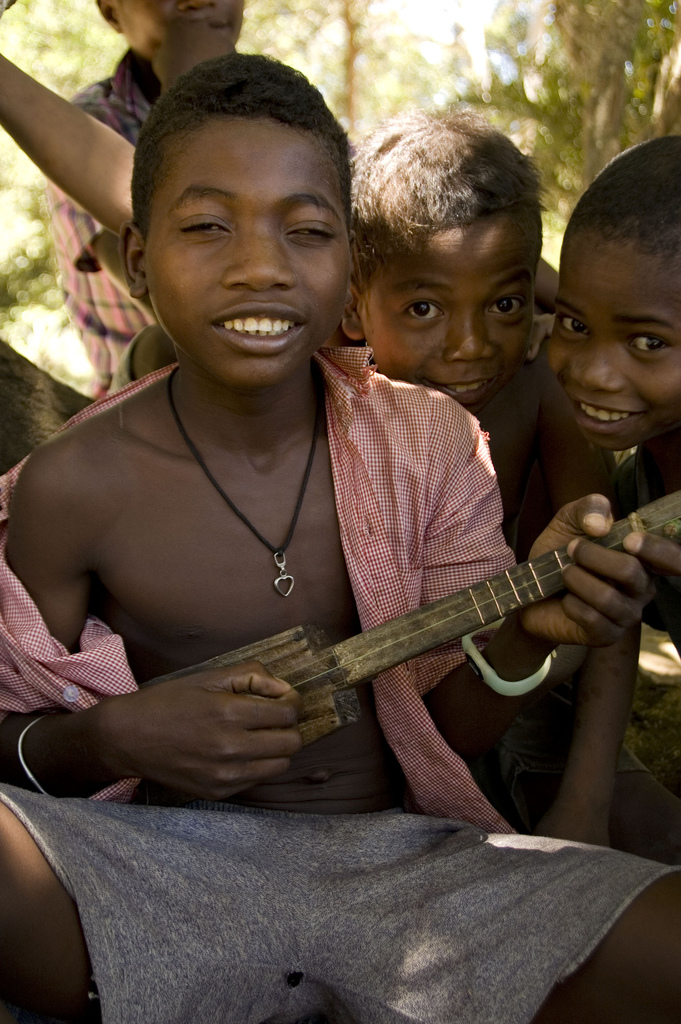
Chłopiec grający na kabosach

Kabosy – instrument strunowy, na którym powszechnie gra się na Madagaskarze. Wyglądem przypomina gitarę o prostokątnym pudle rezonansowym, czasem zaokrąglonym. Można na nich grać palcami lub smyczkiem. Często w domowych warunkach wykonuje się je z materiałów, które akurat są pod ręką. Najbardziej popularnymi graczami są Babata oraz Jean Emilien.
Pochodzenie jest związane z arabskim instrumentem oud.